# Анастасија Иванкова
Анастасија Владимировна Иванкова (блр. Настасся Іванкова; Минск, СССР, 22. новембар 1991) је белоруска ритмичка гимнастичарка.
Највећи успех у каријери постигла је на Летњим олимпијским играма 2008. у Пекингу када је у екипној конкуренцији освојила бронзану медаљу. Поред ње у екипи су биле и Олесја Бабушкина, Зинаида Лунина, Ксенија Санкович, Глафира Мартинович, и Алина Тумилович
Чланица је клуба Динамо Минск. Висока је 1,70 м, а тешка 53 кг.
Анастасија Иванкова је била најмлађа у делегацији Белорусије на Летњим олимпијским играма 2008. у Пекингу са 16 година и 274 дана.